# NMBS Serie 622
De Serie 622 was een dieseltrein gebruikt door de Belgische spoorwegmaatschappij NMBS vanaf 1939. Op een later moment werd de serie vernummerd  in de serie 551. De NMBS bestelde in 1939 56 stuks van deze motorwagens gebouwd door Brossel en de Werkplaats Mechelen.
De motorrijtuigen werden gebouwd om de nevenlijnen van het Belgische spoorwegnet op een efficiëntere wijze te exploiteren.  Door een gebrek aan brandstoffen werden de rijtuigen in de Tweede Wereldoorlog uitgevoerd met houtgasgeneratoren. Als gevolg hiervan werden rijtuigen vernummerd in de 551-serie, aangezien deze was voorbehouden aan voertuigen met een dergelijke brandstof. Na de oorlog, toen de rijtuigen weer werden terugverbouwd, bleef de 551-nummering behouden.
De motorrijtuigen waren slechts voorzien van een derde klasse met houten banken. Ook was er geen toilet aanwezig. 

## Afvoer

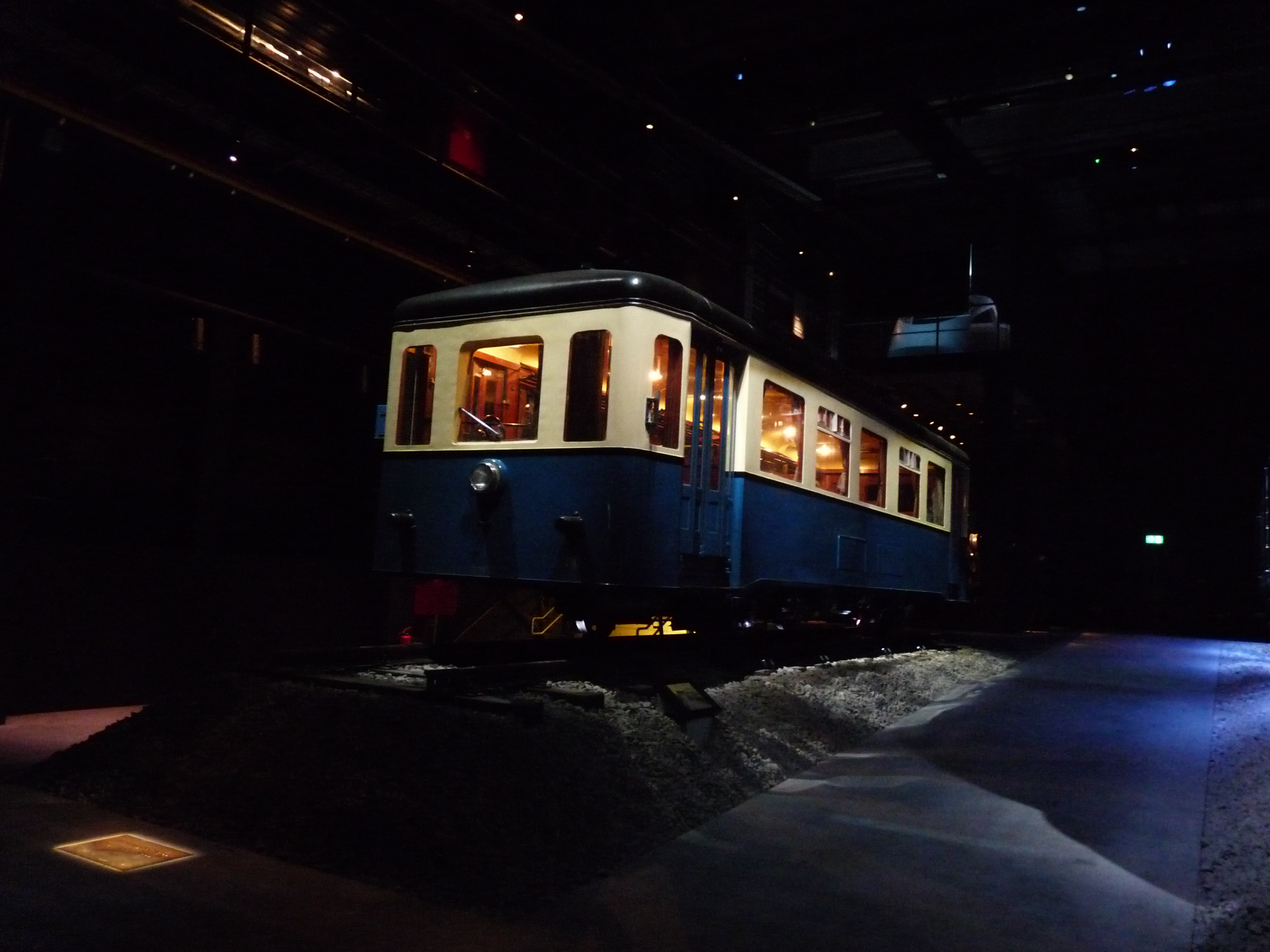
De 551.48 staat in Train World Schaarbeek.

Drie motorrijtuigen gingen verloren tijdens de Tweede Wereldoorlog, zodat nog 53 resteerden na afloop. In 1964 waren alle rijtuigen afgevoerd. 21 stuks werden verbouwd tot dienstwagens.
- Motorrijtuig 551.15 werd bewaard door de CFV3V en dient als onderdelenleverancier van de 551.34.
- Motorrijtuig 551.26 is bewaard door de TSP. Dit is de voormalige ES 308. MW 551.26
- Motorrijtuig 551.34 werd bewaard door de CFV3V. Dit is de voormalige ES 301.
- Motorrijtuig 551.48 is bewaard door de NMBS en is tentoongesteld in Train World